# Evita (trilha sonora)
Evita: Music From the Motion Picture é a trilha sonora do filme de mesmo nome, dirigido por Alan Parker e baseado no musical Evita (1978) de Andrew Lloyd Webber e Tim Rice, que narra a vida da primera dama de Argentina, Eva Perón. O álbum conta com canções interpretadas por Madonna, Antonio Banderas, Jonathan Pryce e Jimmy Nail, embora, como a primeira cante a maioria das músicas e ele seja considerado um álbum em sua discografia. Depois de conseguir o papel principal no longa-metragem, a cantora passou por treinamento vocal para melhorar suas habilidades de canto, enquanto Parker trabalhou com Rice e Lloyd Webber para compor a trilha do projeto, refazer as músicas originais e criar uma nova intitulado "You Must Love Me".
Os ensaios foram realizados nos estúdios da CTS em Londres em setembro de 1995 e, um mês depois, começaram as sessões de gravação do álbum, com duração de quase quatro meses. Os atores estavam tensos porque não pertenciam a um ambiente musical, e o estilo de Evita diferia dos trabalhos anteriores de Madonna, então ela também não se sentia à vontade para gravar sua voz no estúdio com a orquestra. Por esse motivo, após uma reunião de emergência com a equipe principal, foi decidido que eles gravariam em um local diferente. Rice e Lloyd Webber usaram a técnica clássica durante a criação da música e adotaram o tema central "Don't Cry for Me Argentina", Ajustando e adaptando-o a uma variedade de disposições. Ao longo da trilha sonora, a história do início de Eva Perón, sua ascensão à fama, sua carreira política e, pouco a pouco, sua morte é contada.
Sob a distribuição da Warner Bros. Records, Evita foi lançada em 28 de outubro de 1996, em dois formatos. Uma edição em disco único, contendo uma seleção de faixas em destaque, enquanto um álbum duplo com todas as músicas do filme foi lançado em 12 de novembro do mesmo ano. Para promover o material, três singles foram colocados à venda : "You Must Love Me", "Don't Cry for Me Argentina" e "Another Suitcase in Another Hall", dos quais o primeiro ganhou o Globo de Ouro e o Oscar de Melhor Canção Original, em 1997.De um modo geral, a trilha sonora recebeu análises mistas; a maioria enfatizou a voz de Madonna, que recebeu elogios e críticas de jornalistas. Do ponto de vista comercial, alcançou o topo das tabelas na Áustria, Bélgica, Escócia, Reino Unido e Suíça, e o top dez em outros mercados da música. Por sua parte, nos Estados Unidos, alcançou o segundo lugar na Billboard 200 e obteve cinco certificações de platina pela Recording Industry Association of America (RIAA). No total, o Evita vendeu 11 milhões de cópias no mundo.

## Antecedentes e desenvolvimento
"Obviamente, o trabalho mais difícil que alguém teve que fazer foi Madonna. Ela carregava todo o peso ao cantar, como em quase todas as faixas. Muitas das músicas estavam confortavelmente em seu disco, mas muitas delas estavam em um disco em que sua voz nunca havia se aventurado antes. Além disso, ela estava determinada a cantar a música como era composta e a não trapacear de forma alguma".

—O Diretor Alan Parker falando sobre trabalhar com Madonna em Evita.
Em 1996, Madonna estrelou o filme Evita no papel de Eva Perón, a Chefe Espiritual da Nação e primera dama da Argentina. Ela sempre quis interpretar Eva e até escreveu uma carta de oito páginas para o diretor Alan Parker, explicando o quão perfeita ela seria para o papel. Anteriormente havia solicitado a ajuda de compositores Tim Rice e Andrew Lloyd Webber, que tinha originalmente criou o musical Evita, de 1978; Rice acreditava que seria adequado para o papel principal, já que "ela poderia atuar lindamente através da música" e porque havia "paralelos evidentes" entre a cantora e Perón.
No entanto, Lloyd Webber ainda estava apreensivo com sua voz, então, depois de garantir o papel, passou por um treinamento vocal com a professora Joan Lader. Como Evita exigiu que os atores cantassem suas próprias partes, o treinamento ajudou a aumentar sua confiança nas músicas. Lader disse que a cantora "teve que usar sua voz de uma forma que nunca antes tinha usado. Evita é um trabalho musical real, é operístico, em certo sentido. Ela desenvolveu um recorde mais alto que ele não sabia que tinha". Madonna compartilhou essa opinião e acrescentou que "meu treinador vocal, que Deus a abençoe, me deu confiança. Desde o início, ele me disse: "Você fará isso e fará bem". Mas eu estava com medo. Para a técnica, ele a ensinou a cantar usando o diafragma em vez de apenas a garganta, permitindo que ela projete sua voz de uma maneira mais coesa. Madonna ficou empolgada ao encontrar as nuances recém-descobertas em sua voz e, ao voltar para casa, praticou essa técnica telefonando e cantando para seus amigos. Em um comentário a Larry Flick, da revista Billboard, ele comentou:

Como cantamos em vez de conversar durante o filme, ele tem qualidade ótica, entrega inspiradora além do limite. Eu estava seguindo algo muito mais naturalista. Tivemos que fazer uma conexão íntima e emocional ao mesmo tempo em que estávamos agindo e tentando alcançar nossas anotações. Foi uma experiência que acho que teve um impacto real nos outros aspectos do meu canto.

Parker terminou de escrever o roteiro em maio de 1995 e viajou para a casa de Lloyd Webber na França para convencê-los com Rice a trabalhar no filme; o mais recente projecto do duo tinha sido o musical Cricket de 1986 e, posteriormente, distanciadas em "diferenças irreconciliáveis". Enquanto escrevia o esboço, o diretor reescreveu o último ato e removeu o conteúdo repetitivo do trabalho original. Por esse motivo, Rice e Lloyd Webber reformularam as músicas originais, incluindo "The Lady's Got Potential", e compuseram uma nova, "You Must Love Me". Parker sabia que a reprodução pré-gravada seria o ponto central das filmagens, então ele tinha dúvidas sobre as decisões que teria que tomar no estúdio de gravação. Para fazer isso, ele ponderou o roteiro e a música e considerou quaisquer perguntas que os atores tivessem para mais tarde.

## Gravação

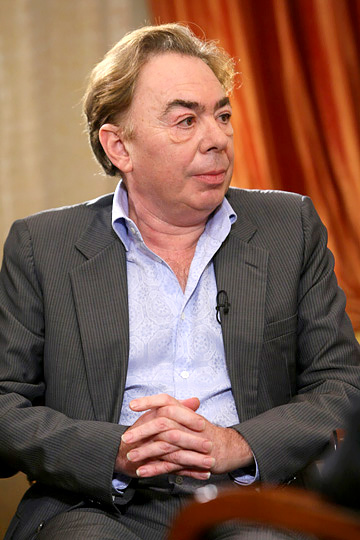
Junto com Tim Rice, Andrew Lloyd Webber (imagem) compôs a música para Evita, incluindo a nova música, "You Must Love Me".

Os ensaios para as músicas começaram em setembro de 1995 nos estúdios da CTS, localizados em Londres, com Madonna, Antonio Banderas, Jonathan Pryce e Jimmy Nail. O engenheiro David Reitzas fez a mixagem em Larrabee Norte Studios, e usou sua consola Solid State Logic 9000 J. No primeiro dia de sessões de gravação, em 2 de Outubro, supervisor de música David Caddick sugeriu a gravação de "Don't Cry for Me Argentina", com a orquestra de 84 músicos acompanhando a voz de Madonna. No entanto, Lloyd Webber criticou os acordos de gravação feita no estúdio, como a cantora. O elenco também estava nervoso; Flick, da Billboard, observou que Banderas achou a experiência "aterrorizante", enquanto Madonna estava "petrificada" quando ela deveria gravar as músicas: "Eu tive que cantar "Don't Cry for Me Argentina" na frente de Andrew Lloyd Webber. Eu fui um desastre completo e depois chorei. Eu pensei que tinha feito um trabalho terrível". Parker disse que o primeiro dia foi um "Segunda-feira negra", uma vez que todos estavam "intimidados pela montanha louca que tínhamos decidido a subir. Todos nós viemos de mundos muito diferentes, da música popular aos filmes e musicais, e por isso ficamos muito inquietos. O maestro John Mauceri disse que outro desafio que ele enfrentou foi adaptando os números de produção de longa-metragem musical "No filme, é diferente de estar no palco, porque a pessoa na tela na frente de você ele nunca está mais longe do que alguém no travesseiro na cama ao seu lado". Na mesma linha, Caddick reconheceu que o que é realizado no palco nem sempre se traduz em um filme, porque alguém "cantando com toda a força" em um registro alto na tela seria "esmagador". Por esse motivo, a ideia era "reduzir tudo para um nível mais íntimo e conversacional".
Segundo o produtor Nigel Wright, os atores principais primeiro cantavam os números acompanhados por uma banda e uma orquestra, "depois iam com Alan e David em um ambiente de gravação mais íntimo e aperfeiçoavam suas vozes". No entanto, surgiram mais problemas quando Madonna não se sentia à vontade trabalhando com um "guia vocal" ou uma orquestra de 84 músicos no estúdio simultaneamente, já que ela costumava cantar em uma faixa pré-gravada e não tinha músicos ouvindo. Além disso, ao contrário das trilhas sonoras anteriores, não tinha controle sobre o projeto; A esse respeito, ela declarou: "Estou acostumada a compor minhas próprias músicas e ir ao estúdio, escolher músicos e dizer o que soa bem ou não. Trabalhar em 46 tópicos com todos os envolvidos e não ter nada a dizer foi uma grande mudança. Foi difícil entrar, derramar minhas entranhas e depois dizer: "Faça o que quiser com ele".
Foi realizada uma reunião de emergência entre Parker, Lloyd Webber e Madonna, onde foi decidido que ela gravaria sua parte na Whitfield Street, um estúdio mais contemporâneo, enquanto a orquestração ocorreria em outro lugar. Além disso, ela também tinha dias alternados de gravação para cuidar e fortalecer sua voz. A gravação da trilha sonora foi um processo lento e levou quase quatro meses antes de ser concluída. Nas palavras de Parker, "tivemos 400 horas no estúdio. [...] Gravar a música e depois filmar foi como fazer dois filmes". No entanto, o diretor observou que eles não tinham a nova música em execução. Segundo ele, ele queria um que enfatizasse a relação "estranha e complexa" entre Perón e Evita, já que ninguém no álbum expressou isso. Ao lembrar em seu ensaio The Making of Evita, disse:

Finalmente, enquanto visitava Andrew em sua casa de campo em Berkshire para tocar as músicas que gravamos, ele de repente se sentou ao piano e tocou a música mais bonita, que ele sugeriu que poderia ser a nossa nova música. Escusado será dizer que fiquei atraído por isso. No entanto, ainda precisávamos das letras, e Tim obedientemente começou a colocar palavras na música. A grande maioria da partitura original de Evita foi feita dessa maneira: primeiro a música, depois a letra. Após muitas semanas de tensão, Tim finalmente foi persuadido a escrever a letra que agora acompanha a música "You Must Love Me".

## Estrutura musical
Evita apresenta canções interpretadas por Madonna, Banderas, Pryce e Jimmy Nail, embora a primeira cante quinze das dezenove músicas de um lançamento em disco e ele seja considerado um álbum como parte de sua discografia. Em seu livro  The Complete Guide to the Music of Madonna, Rikky Rooksby indicaram que a trilha sonora era diferente da música que a cantora tinha gravado anteriormente, em termos estilísticos, e seu trabalho foi mais desafiador de canções de Stephen Sondheim criadas para o filme Dick Tracy (1990). Para criar a música, Rice e Lloyd Webber usaram a técnica clássica, onde um compositor pega um tema central e o adapta a uma variedade de arranjos, tons e ritmos. O eixo central e o tema da trilha sonora é "Don't Cry for Me Argentina" e, através das músicas, conta a história do início de Eva, sua ascensão à fama, sua carreira política e, pouco a pouco, sua morte.
O álbum começa com "A Cinema in Buenos Aires, 26 de julho de 1952" e "Requiem for Evita", ambos dirigidos por John Mauceri, que tratam do anúncio da morte de Eva. Banderas então canta "Oh What a Circus" , que se baseia na música uptempo de "Don't Cry for Me Argentina" e apresenta sons de piano e influências do rock. Depois de "On This Night of a Thousand Stars", um pequeno interlúdio realizado por Nail, um baixo e uma baixo e uma guitarra elétrica distorcida anuncia "Eva and Magaldi / Eva Beware of the City", cuja letra alerta Eva para estranhos na grande cidade O som de buzinas de trem, percussões latinas, bateria e guitarras macias introduzem "Buenos Aires", onde ela finalmente chega à cidade. Aqui, Madonna emprega um registro mais alto e a música tem uma composição "pesada" no meio, com guitarras, trompetes e música estridente. "Another Suitcase in Another Hall" começa com um dedilha de acordes de guitarras quebrado e consiste em cordas e violão. A letra aborda Eva movendo-se de uma casa para outra, retratando uma imagem — a mala no corredor — "para expressar a natureza nômade da civilização moderna". Em "Goodnight and Thank You", Madonna e Banderas trocam versos e conversam sobre o término dos casos amorosos de Eva, seguidos pelo solo desta última, "The Lady's Got Potential", no qual ela reflete sobre o aumento gradual de Eva em a escala social. Na letra da balada "I'd Be Surprisingly Good for You", ela conhece o marido Juan Domingo Perón; Consiste em flauta, violão clássico e cordas suaves. Ritmos de bateria militar e uma seção de vento de metal marcam o início de "Peron's Latest Flame", onde Banderas canta em voz alta a desaprovação geral da população em relação a Eva. No meio de um coral masculino, Madonna canta suas falas acompanhadas por um Tom-tom estéreo e sintetizador. Para "A New Argentina", a guitarra e o coro formam o eixo principal. Composta como um "hino crescente", Rooksby observou que a voz da cantora parecia "agressiva e rosnada".
O segundo álbum começa com "Don't Cry for Me Argentina", cuja letra Rice descreve como uma "cadeia de clichês sem sentido", acrescentando que funcionava como um discurso de uma "mulher megalomaníaca" como Eva, tentando ganhar o favor do povo da Argentina. A composição consiste em cordas pizzicato e a música vai de suave a intensa e "extravagante", com uma seção que é cantarolada por um coral. "High Flying, Adored" é semelhante em estilo de Elton John, de acordo com Rooksby, que descreveu a letra como "narcisista" e paralela à vida de Madonna. O Rainbow High apresenta instrumentos de bateria, violão, buzina e cordas, e as letras explicam as necessidades materialistas de Eva. Com "Waltz for Eva and Che", a atmosfera fica tensa, enquanto Banderas e Madonna cantam sobre os baixos e timbais. "You Must Love Me" começa com o som da orquestra e do piano, e as letras falam sobre como Eva descobre que seu marido não apenas a via como apoio político, mas que realmente a amava o tempo todo. Enquanto a música progride em direção ao refrão, o som do piano para e o violoncelo aparece enquanto Madonna recita "No fundo do meu coração, eu estou escondendo / coisas que desejo dizer / medo de confessar o que estou sentindo / Assustado, você vai escapar"; naquele momento, o piano e os sons da orquestra retornam novamente. Prossiga da mesma maneira na segunda estrofe e aos poucos a música desaparece. Na última faixa, "Lament", Madonna canta com uma voz sussurrada sobre Eva lembrando sua vida no leito de morte. Acompanhado pelo violão e harpa clássicos, Banderas também canta sobre seu túmulo, e a faixa desaparece gradualmente como um anticlímax.

## Análise da crítica

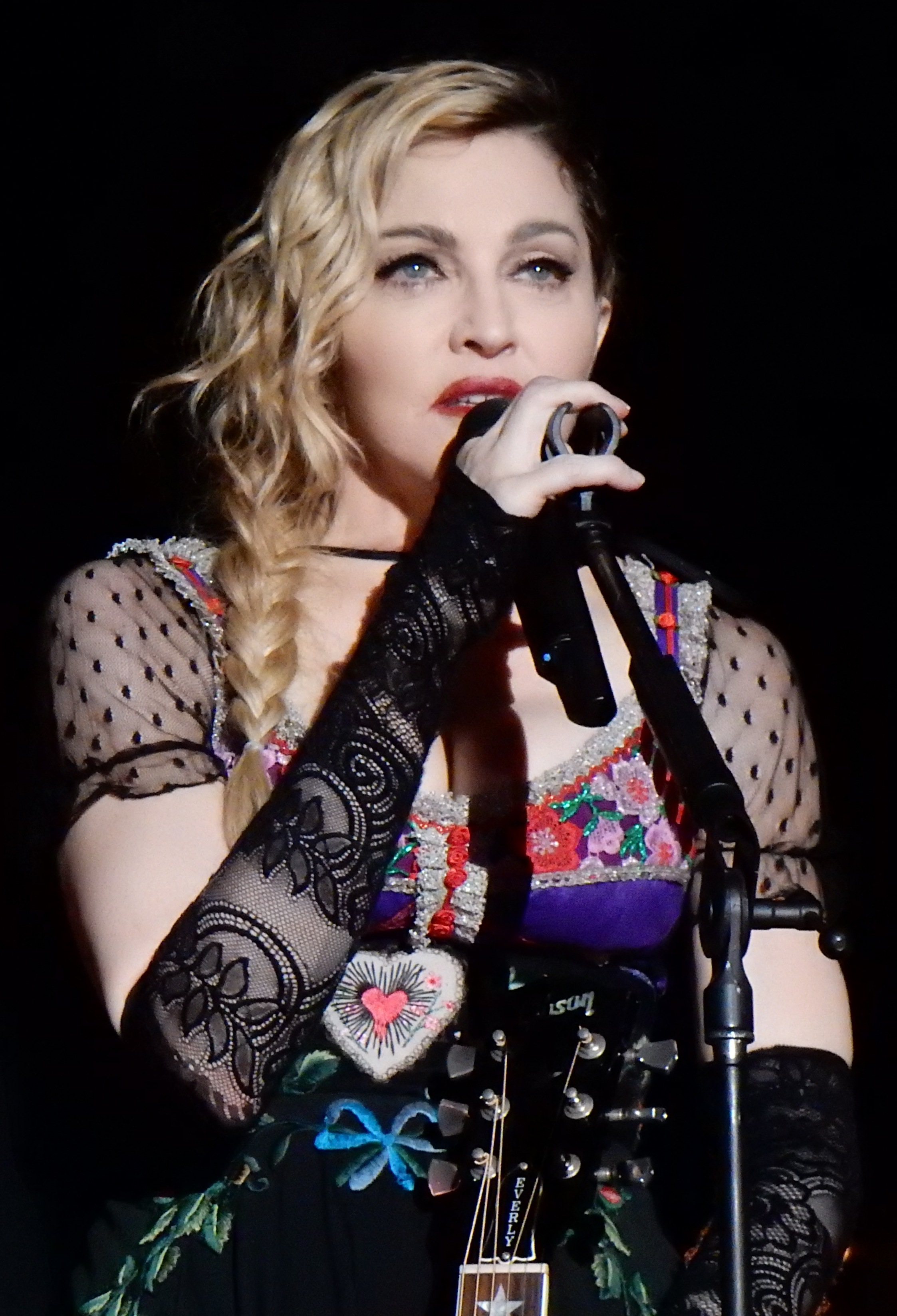
A maioria das análises de Evita enfatizou a voz de Madonna (foto de 2015), que recebeu elogios e críticas de jornalistas.

No geral, Evita recebeu análises mistas de críticos de música e jornalistas; a maioria enfatizou a voz de Madonna, que recebeu elogios e críticas. J. Randy Taraborrelli , autor de Madonna: An Intimate Biography, sentiu que sua voz soava "flexível e forte" e acreditava que não estava "fora de lugar". Os autores Allen Metz e Carol Benson, em seu livro The Madonna Companion, comentaram que a trilha sonora dava "certa credibilidade [à] rainha pós-discoteca e à máquina de sexo Madonna, que ela tanto ansiava". Paul Verna, da Billboard, sustentou que "é uma bem-sucedida viagem inaugural ao mundo dos musicais pop" e elogiou as performances de "Don't Cry for Me Argentina" e "Oh What a Circus". Da mesma forma, um editor da revista pan-europeia Music & Media também destacou as duas músicas, além de "Another Suitcase in Another Hall", e afirmou que era um "prazer" ouvi-la fazer o cha-cha-cha em "Oh What a Circus" com bandeiras. Greg Morago de Hartford Courant, elogiou a performance vocal da cantora e seu "conhecimento notável do material", acrescentando: "Enquanto alguns dos números perderam a vantagem ("New Argentina" carece da raiva necessária), a gravação se beneficia de sua concentração nas vozes dos personagens. Existe uma energia dinâmica e contemporânea e uma ousada varredura cinematográfica para esse novo e agradável selo da vida mítica de Eva Duarte de Perón". Greg Kot, do Chicago Tribune, enfatizou que o treinamento vocal de Madonna "valeu a pena", pois seu tom tem "uma doçura mais rica e completa no registro alto e uma qualidade sombria e polida no registro médio e baixo". Além disso, ela observou que suas habilidades vocais nunca haviam sido o centro das atenções antes e terminou: "Simplificando, a Material Girl pode cantar".
Janet Maslin , em sua revisão do filme para The New York Times, elogiou Madonna por sua capacidade de imitar as músicas para a chamada "legitimamente estelar e cheio de fogo". Enquanto isso, Stefan A. Meyer, do The Herald Journal, acreditava que havia "algo para todos no Evita. É um choque da cultura pop que às vezes é bastante irritante (especialmente nas rimas lógicas de Rice), mas ainda funciona maravilhosamente". Por sua vez, Neil Strauss, do mesmo jornal, comparou a voz de Madonna com as de Patti LuPone e Elaine Paige e elogiou as performances de "Another Suitcase in Another Hall" e "You Must Love Me", bem como a voz de Banderas. Annie Zaleski, da revista Spin, garantiu que o material demonstrava seu "crescimento astronômico como vocalista" e que marcava o início da "fase séria" de Madonna, na qual ela equilibrou o coquetel juvenil com uma perspectiva mais madura e introspectivo". Michael Freedberg, do Boston Phoenix, mencionou que sua voz capturou a vulnerabilidade "silenciosa" de Evita, especialmente em "Don't Cry for Me Argentina".
Em um comentário menos positivo, Stephen Thomas Erlewine, da Allmusic, deu três estrelas em cinco e chamou de "desagradável". Ele observou que, apesar de seus "esforços valiosos" e "numerosos pontos fortes", tanto o álbum quanto o filme ficaram muito aquém de seus objetivos, parte disso devido ao desempenho de Madonna, que apesar de "surpreendentemente realizado e nuances", dava a impressão de que ele estava "realmente tentando ser credível, o que dificultava [a] conexão com ela" e tornava impossível ouvi-la. Jack Schillaci do Michigan Daily, observou que o álbum mostrou a diversidade e a força "dos talentos dos personagens principais", mas a performance dos artistas às vezes "ficou aquém", principalmente a de Madonna, que ocasionalmente estava desafinada, "Um problema que a incomodou ao longo de sua carreira". Ainda assim, ele descreveu seu trabalho como "excelente" e elogiou as vozes de Banderas e Pryce. Ele terminou sua crítica destacando o "excelente" trabalho dos artistas na captura do "gênio de Webber" e observou que a trilha sonora merecia ser ouvida. Em sua crítica para a fita, Octavio Roca, do San Francisco Chronicle, disse que, apesar da "ironia deliciosa das letras de Rice" e "a frescura da música de Lloyd Webber" permanecerem intactas, as influências latinas presentes nas músicas originais foram perdidas para a trilha sonora, devido à "direção lânguida" de John Mauceri e "especialmente a coreografia de Vincent Paterson" no filme. No entanto, Barbara Shulgasser, do mesmo jornal, foi mais crítica em seu comentário; lamentou a voz "fraca" de Madonna, notando que todas as músicas de Evita eles estão acima do registro limitado e indicaram que ele produz uma série de sons tristes que são dolorosos de suportar. Ele também desaprovou o trabalho de Rice e Lloyd Webber sobre o material, bem como a composição de "You Must Love Me", e concluiu que "por mais ruins que sejam essas letras, para entender a história, você ainda precisa ouvi-las, o que [é] impossível com esta trilha sonora".
Richard Harrington, do Washington Post, chamou o álbum de "alto", "cansativo" e "monótono", particularmente no segundo semestre. JD Considine, do Baltimore Sun, disse que não importa o quanto o filme possa fazer por Madonna, "não espere milagres comerciais pela trilha sonora". Em adição, o autor sentiu que seria "uma decepção" para os fãs da artista porque "Evita não é apenas música pop, ou pelo menos não é o tipo de música pop que Madonna costuma fazer sozinha. Embora apresentasse "Don't Cry for Me Argentina" e "You Must Love Me", a maioria dos 118 minutos foi um número "detalhado" que parecia mais enredo do que músicas cativantes. Ele também ficou desapontado com as vozes de Madonna e Banderas, porque "elas não têm poder e tom para dar a esse diálogo recitado uma pátina de musicalidade". Sua crítica concluiu: "Como resultado, Evita é como ouvir uma ópera composta por alguém que nunca aprendeu a compor recitativo. Ainda estamos esperando uma grande ária ou um coral emocionante, mas de alguma forma, eles nunca vêm. Finalmente, Owen Gleiberman, da Entertainment Weekly, chamou de "trilha sonoramedíocre do rock dos anos 70".

## Lançamento e promoção

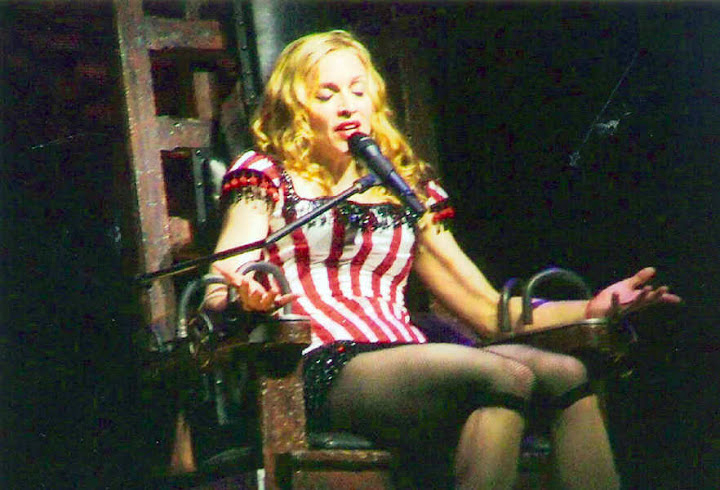
Madonna performando "Lament", a última faixa da trilha sonora, durante a Re-Invention World Tour, realizada em 2004.

Segundo Tim Devin, gerente da Tower Records, a trilha sonora estava em alta demanda muito antes de seu lançamento: "As pessoas estão clamando por isso. Estamos recebendo mais perguntas sobre esse disco do que qualquer outra coisa no momento". A gravadora Warner Bros. Records dependia dos comentários de comunicado de imprensa anterior, a curiosidade do consumidor e fácil de manter o interesse à tona até que fosse comercialmente disponível. Nesse sentido, Jeff Gold, vice-presidente e gerente geral da Warner Bros., considerou a publicação como um "evento global que despertou o interesse do público em cada estágio de sua evolução". Além disso, também havia interesse em comprar o álbum não apenas do público central de Madonna, mas também de grupos demográficos maiores, "uma grande oportunidade", segundo Gary Arnold, vice-presidente da rede de lojas Best Buy. Mesmo antes do lançamento, a Warner Bros. tinha pedidos de 700,000 cópias da trilha sonora.
O Evita consistia em dois formatos: uma edição em dois discos, intitulada The Complete Motion Picture Music Soundtrack, que apresentava todas as faixas do filme, e um único disco, Music from the Motion Picture, contendo apenas uma seleção das faixas em destaque. Esta última versão foi lançada pela primeira vez no mundo em 28 de outubro de 1996, com exceção do Japão, que não foi lançado até 10 de Novembro. Enquanto isso, o álbum duplo foi no mercado nos Estados Unidos em 12 de novembro de 1996, quase duas semanas antes da estreia do filme, enquanto no Reino Unido em 18 desse mês e em outros países, uma semana depois; Finalmente, foi lançado no Japão em 25 de janeiro de 1997. Uma última versão, intitulada Evita: Selections From The Motion Picture Soundtrack, foi lançada nos Estados Unidos em 29 de julho de 1997 e incluía as mesmas músicas de edição de disco único. também foi planejado lançado um extended play (EP) de Evita com remixes de "Buenos Aires", "Do not Cry for Me Argentina" e "Another Suitcase in Another Hall", embora ele acabou por ser cancelado.

### Singles

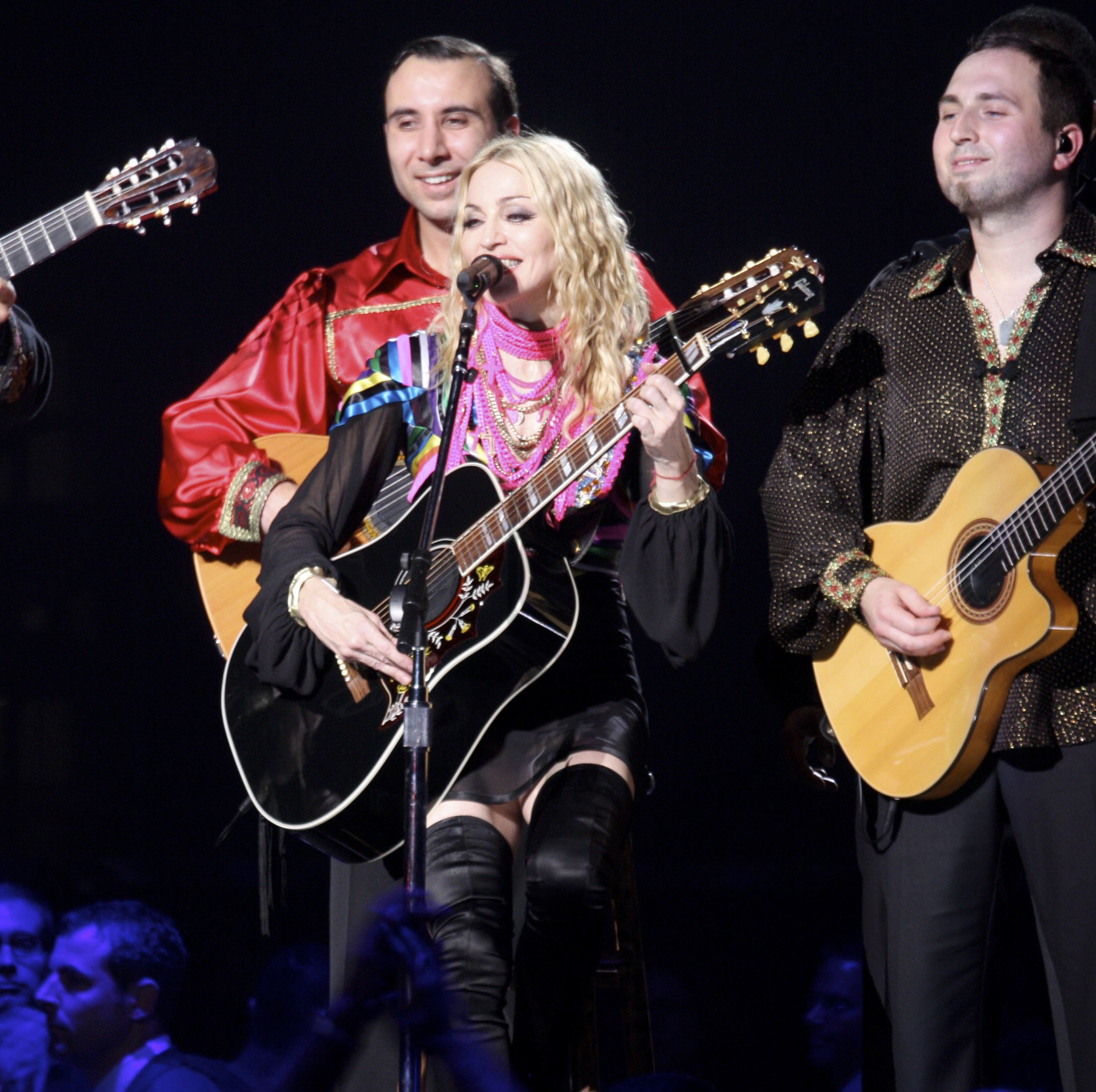
Madonna interpretando "You Must Love Me", o primeiro single do álbum, na turnê Sticky & Sweet Tour (2008-09). Ela ganhou o Globo de Ouro e o Oscar de Melhor Canção Original em 1997.

"You Must Love Me" foi lançado como o primeiro single da trilha sonora nos Estados Unidos em 29 de outubro de 1996. Foi composto especificamente para o filme com o objetivo de ganhar uma indicação para Oscar de Melhor Canção Original no Oscar. Segundo Lloyd Webber, a principal inspiração foi destacar o estado emocional de Eva na época, bem como seu relacionamento com o marido, Juan Domingo Perón. Ele recebeu boas críticas por parte dos críticos, que elogiaram a voz de Madonna, e era o destinatário do Globo de Ouro e ao Oscar de Melhor Canção Original em 1997. Do ponto de vista, alcançou o top dez em países como a Finlândia, Itália e Reino Unido e os top vinte nos Estados Unidos, onde ele foi certificado em ouro pela Recording Industry Association of America (RIAA). No vídeo, dirigido por Parker, Madonna canta o assunto de uma pequena sala; Esta é intercalada com imagens e cenas do filme. A artista cantou a música no Oscar 1996, acompanhado apenas por um piano e pelo refletor.
"Don't Cry for Me Argentina" foi lançado como segundo single de Evita em 11 de fevereiro de 1997, juntamente com uma nova versão chamada "Miami Mix", para a qual Madonna regravou sua voz em inglês e espanhol e foi usada um bandoneon argentino na introdução ; Esse remix foi promovido tanto nas estações de rádio americanas quanto nas casas noturnas. Como seu antecessor, a voz da artista recebeu elogios da crítica e alcançou o oitavo lugar na tabelas Hot 100 da Billboard. "Another Suitcase in Another Hall" foi colocado à venda como o terceiro e último single somente na Europa em 3 de março de 1997. A voz da cantora foi novamente elogiada e alcançou o quarto na Itália e o sétimo no Reino Unido. Para ambos os vídeos, foram utilizadas imagens do filme; no caso de "Don't Cry for Me Argentina", foi usada a cena em que Eva canta a música na varanda da Casa Rosa.
O dueto do DJ Pablo Flores e Javier Garza criou vários remixes de "Buenos Aires" como um promocional do álbum. A Warner Bros. inicialmente relutou em promover remixes, mas acabou mudando de planos para coincidir com o lançamento do Evita em vídeo. Ambos mantiveram a composição latina da versão original e "nivelaram" o ritmo adicionando linhas de percussão e teclado ao vivo para torná-lo adequado para ouvir nas pistas de dança. Larry Flick, da Billboard, comentou que "Buenos Aires" mostrava "o maior conforto e habilidade de Madonna como estilista". Após sua transmissão promocional em agosto de 1997, o remix alcançou o terceiro lugar na tabela estadunidense Dance Club Songs.

## Alinhamento de faixas
Todas as faixas escritas e compostas por Tim Rice. 
| Evita: The Complete Motion Picture Music Soundtrack – Disco 1 |                                             |                                                    |         |  |
| N.º                                                           | Título                                      | Interprete(es)                                     | Duração |  |
| 1.                                                            | "A Cinema in Buenos Aires, July 26, 1952"   | —                                                  | 1:20    |  |
| 2.                                                            | "Requiem for Evita"                         | —                                                  | 4:16    |  |
| 3.                                                            | "Oh What a Circus"                          | Antonio Banderas Madonna                           | 5:44    |  |
| 4.                                                            | "On This Night of a Thousand Stars"         | Jimmy Nail                                         | 2:24    |  |
| 5.                                                            | "Eva and Magaldi / Eva Beware of the City"  | Madonna Jimmy Nail Antonio Banderas Julian Littman | 5:20    |  |
| 6.                                                            | "Buenos Aires"                              | Madonna                                            | 4:09    |  |
| 7.                                                            | "Another Suitcase in Another Hall"          | Madonna                                            | 3:33    |  |
| 8.                                                            | "Goodnight and Thank You"                   | Madonna Antonio Banderas                           | 4:18    |  |
| 9.                                                            | "The Lady's Got Potential"                  | Antonio Banderas                                   | 4:24    |  |
| 10.                                                           | "Charity Concert / The Art of the Possible" | Jimmy Nail Jonathan Pryce Antonio Banderas Madonna | 2:33    |  |
| 11.                                                           | "I'd Be Surprisingly Good for You"          | Madonna Jonathan Pryce                             | 4:18    |  |
| 12.                                                           | "Hello and Goodbye"                         | Madonna Andrea Corr Jonathan Pryce                 | 1:46    |  |
| 13.                                                           | "Peron's Latest Flame"                      | Antonio Banderas Madonna                           | 5:17    |  |
| 14.                                                           | "A New Argentina"                           | Madonna Jonathan Pryce Antonio Banderas            | 8:13    |  |
| Duração total:                                                | Duração total:                              | Duração total:                                     | 50:20   |  |

| Evita: The Complete Motion Picture Music Soundtrack – Disco 2 |                                                             |                                                                                  |         |  |
| N.º                                                           | Título                                                      | Interprete(s)                                                                    | Duração |  |
| 1.                                                            | "On the Balcony of the Casa Rosada (Part 1)"                | Jonathan Pryce                                                                   | 1:28    |  |
| 2.                                                            | "Don't Cry for Me Argentina"                                | Madonna                                                                          | 5:31    |  |
| 3.                                                            | "On the Balcony of the Casa Rosada (Part 2)"                | Madonna                                                                          | 2:00    |  |
| 4.                                                            | "High Flying, Adored"                                       | Antonio Banderas Madonna                                                         | 3:32    |  |
| 5.                                                            | "Rainbow High"                                              | Madonna                                                                          | 2:26    |  |
| 6.                                                            | "Rainbow Tour"                                              | Antonio Banderas Gary Brooker Peter Polycarpou Jonathan Pryce Madonna John Gower | 4:50    |  |
| 7.                                                            | "The Actress Hasn't Learned the Lines (You'd Like to Hear)" | Madonna Antonio Banderas                                                         | 2:31    |  |
| 8.                                                            | "And the Money Kept Rolling In (and Out)"                   | Antonio Banderas                                                                 | 3:53    |  |
| 9.                                                            | "Partido Feminista"                                         | Madonna                                                                          | 1:40    |  |
| 10.                                                           | "She Is a Diamond"                                          | Jonathan Pryce                                                                   | 1:39    |  |
| 11.                                                           | "Santa Evita"                                               | —                                                                                | 2:30    |  |
| 12.                                                           | "Waltz for Eva and Che"                                     | Madonna Antonio Banderas                                                         | 4:31    |  |
| 13.                                                           | "Your Little Body's Slowly Breaking Down"                   | Madonna Jonathan Pryce                                                           | 1:24    |  |
| 14.                                                           | "You Must Love Me"                                          | Madonna                                                                          | 2:50    |  |
| 15.                                                           | "Eva's Final Broadcast"                                     | Madonna                                                                          | 3:05    |  |
| 16.                                                           | "Latin Chant"                                               | —                                                                                | 2:11    |  |
| 17.                                                           | "Lament"                                                    | Madonna Antonio Banderas                                                         | 5:17    |  |
| Duração total:                                                | Duração total:                                              | Duração total:                                                                   | 108:53  |  |

| Evita: Music from the Motion Picture – Edição em disco único |                                            |                                                    |         |  |
| N.º                                                          | Título                                     | Interprete(s)                                      | Duração |  |
| 1.                                                           | "Requiem for Evita"                        | —                                                  | 4:17    |  |
| 2.                                                           | "Oh What a Circus"                         | Antonio Banderas Madonna                           | 5:44    |  |
| 3.                                                           | "On This Night of a Thousand Stars"        | Jimmy Nail                                         | 2:23    |  |
| 4.                                                           | "Eva and Magaldi / Eva Beware of the City" | Madonna Jimmy Nail Antonio Banderas Julian Littman | 5:20    |  |
| 5.                                                           | "Buenos Aires"                             | Madonna                                            | 4:08    |  |
| 6.                                                           | "Another Suitcase in Another Hall"         | Madonna                                            | 3:32    |  |
| 7.                                                           | "Goodnight and Thank You"                  | Madonna Antonio Banderas                           | 4:17    |  |
| 8.                                                           | "I'd Be Surprisingly Good for You"         | Madonna Jonathan Pryce                             | 4:17    |  |
| 9.                                                           | "Peron's Latest Flame"                     | Antonio Banderas Madonna                           | 5:17    |  |
| 10.                                                          | "A New Argentina"                          | Madonna Jonathan Pryce Antonio Banderas            | 4:16    |  |
| 11.                                                          | "Don't Cry for Me Argentina"               | Madonna                                            | 5:34    |  |
| 12.                                                          | "High Flying, Adored"                      | Antonio Banderas Madonna                           | 3:31    |  |
| 13.                                                          | "Rainbow High"                             | Madonna                                            | 2:27    |  |
| 14.                                                          | "And the Money Kept Rolling In (and Out)"  | Antonio Banderas                                   | 3:47    |  |
| 15.                                                          | "She Is a Diamond"                         | Jonathan Pryce                                     | 1:39    |  |
| 16.                                                          | "Waltz for Eva and Che"                    | Madonna Antonio Banderas                           | 4:12    |  |
| 17.                                                          | "You Must Love Me"                         | Madonna                                            | 2:50    |  |
| 18.                                                          | "Eva's Final Broadcast / Latin Chant"      | Madonna                                            | 5:15    |  |
| 19.                                                          | "Lament"                                   | Madonna Antonio Banderas                           | 4:10    |  |
| Duração total:                                               | Duração total:                             | Duração total:                                     | 77:17   |  |

Notas
- A edição em dois discos inclui toda a trilha sonora do filme (excluindo a medalha tocada no final), enquanto a edição em disco único inclui os destaques da trilha sonora do filme.

## Créditos
Créditos e pessoal adaptado da edição em 2 CD das notas da trilha sonora.

### Equipe
- Madonna – artista principal, vocais
- Antonio Banderas – artista principal, vocais
- Jonathan Pryce – artista principal, vocais
- Jimmy Nail – artista principal, vocais
- Andrea Corr – vocais
- Julian Littman – vocais, vocais de fundo
- Gary Brooker – vocais
- Peter Polycarpou – vocais
- John Gower – vocais
- Angeline Ball – vocais de fundo
- Nick Holder – vocais de fundo
- Lorenza Johnson – vocais de fundo
- George Little – vocais de fundo
- Gordon Neville – vocais de fundo
- Laura Pallas – vocais de fundo
- Mark Ryan – vocais de fundo
- Alex Sharpe – vocais de fundo
- Linda Taylor – vocais de fundo
- Fredrick Warder – vocais de fundo
- Andrew Wood-Mitchell – vocais de fundo
- Julia Worsley – vocais de fundo

### Músicos
- Andrew Lloyd Webber – orquestração
- David Caddick – maestro
- Nick Curtis – maestro
- Mike Dixon – maestro
- John Mauceri – maestro
- David Cullen – orquestração

### Técnico
- Nigel Wright – produtor musical, mixagem de áudio
- Alan Parker – produtor musical
- Andrew Lloyd Webber – produtor musical
- David Caddick – produtor musical
- Lawrence Dermer – produtor musical
- Madonna – mixagem de áudio
- Dave Reitzas – engenheiro, mixagem de áudio
- Dick Lewzey – engenheiro
- Robin Sellars – engenheiro
- Mark "Spike" Stent – engenheiro
- Jake Davies –  engenheiro assistente
- Lee McCutcheon –  engenheiro assistente
- Gustavo Moratorio –  engenheiro assistente
- Matt Silva –  engenheiro assistente
- Dave Wagg –  engenheiro assistente
- Toby Wood –  engenheiro assistente
- Dave Collins –masterização
- Mark Graham – copista musical
- Nick Mera – copista musical
- David Appleby – fotografia

## Recepção comercial

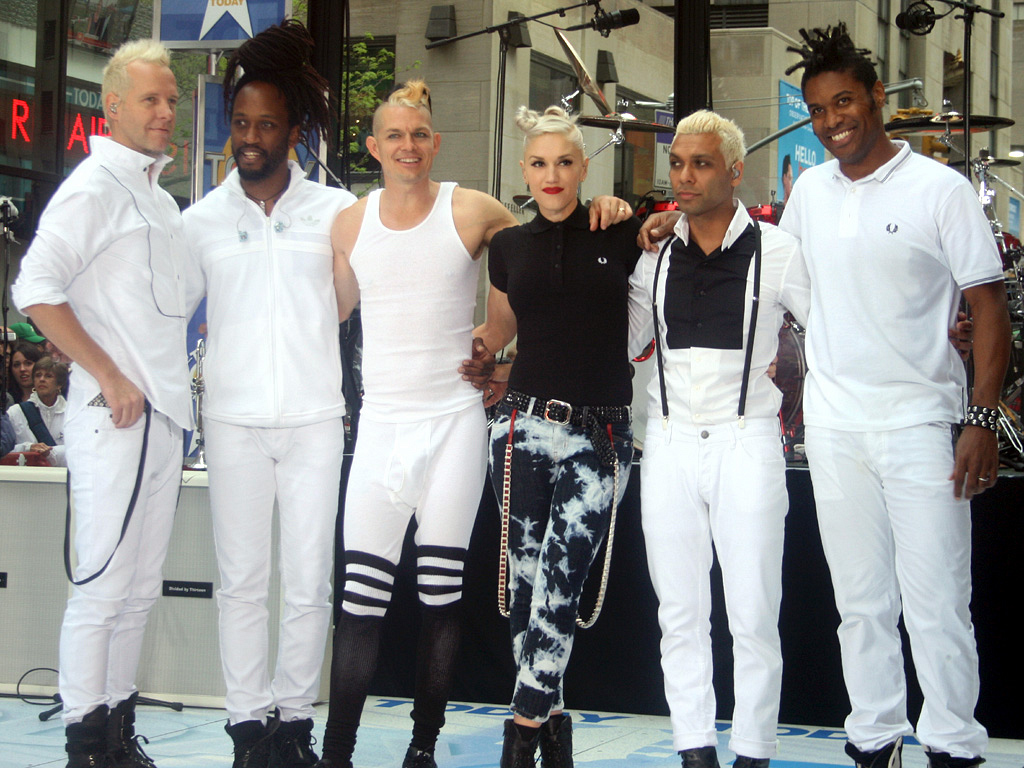
Tragic Kingdom, o terceiro álbum da banda No Doubt, impediu que Evita chegasse ao topo da tabela Billboard 200 nos Estados Unidos.

Nos Estados Unidos, Evita entrou em sexto lugar na parada da Billboard 200 em 30 de novembro de 1996. Isso marcou a primeira entrada da "trilha sonora de um filme adaptado de um musical da Broadway" de Grease: The Original Soundtrack from the Motion Picture em 1978. Na semana seguinte, caiu para o 28º lugar, embora subisse lentamente quando o filme estreou no cinema em janeiro de 1997. Após cinco semanas, voltou a figurar entre os dez primeiros e, em 1º de fevereiro, alcançou a segunda posição com 104,000 cópias vendidas, apenas atrás de Tragic Kingdom, o terceiro álbum da banda No Doubt, que comercializou 143,000, Este aumento foi também devido à vitória de Madonna e o filme durante a entrega dos Globos de Ouro de 1996 na categoria de Melhor Atriz em Comédia ou Musical e Melhor Filme Cômico ou Musical, respectivamente. Na semana seguinte, continuou na segunda posição, com 122,000 unidades a mais, um aumento de 17,5% de acordo com a Nielsen SoundScan, enquanto o Tragic Kingdom permaneceu no topo com 144,000. Ficou no total 30 semanas e foi o 26º mais bem sucedido do ano. Em março de 1999 a Recording Industry Association of America (RIAA) deu cinco certificações de platina pela comercialização de 2,5 milhões de cópias do produto em todo o país, e até 2016 tinha vendido um total de 2,025,000 cópias. No Canadá, estreou no 17º lugar no ranking da RPM em 25 de novembro de 1996; Quase três meses depois, ele alcançou sua posição mais alta de número cinco e passou um total de 27 semanas. A edição única do disco, também entrou separado na tabela no número 91.
Na Oceania e na Ásia, o álbum teve uma recepção comercial moderada. Na Austrália, entrou no ARIA Charts em sexto lugar pela primeira vez em 10 de novembro de 1996 e, ao longo das semanas, alcançou sua posição mais alta em quinto lugar, em 9 de março de 1997. Permaneceu por 26 semanas no total e a Australian Recording Industry Association (ARIA) certificou a edição Evita: The Complete Motion Picture Music Soundtrack com uma certificação de ouro e a edição Evita: Music from Motion Picture com uma platina, representando 35,000 e 70,000 cópias vendidos, respectivamente. Ele teve um desempenho semelhante na Nova Zelândia, onde ficou em sexto lugar e esteve presente por um total de 18 semanas. 97 98 O gravada música NZ (RMNZ) certificada como platina por ter comercializado 15.000 unidades. Por sua vez, na Malásia e no Japão, o álbum alcançou as posições quatro e quatorze, respectivamente, e neste último país vendeu 124,470 cópias, segundo a Oricon.
No Reino Unido, Evita alcançou o sétimo lugar na UK Albums Chart em 3 de novembro de 1996 e chegou ao topo em fevereiro do ano seguinte, fazendo dela o quinto número um de Madonna lá. Estava presente um total de 44 semanas e está classificado 23 na lista anual de 1997. Em março daquele ano, a British Phonographic Industry (BPI) entregou duas certificações de platina por ter vendido 600,000 cópias; Vendeu 733,000 cópias até janeiro de 2018, de acordo com Official Charts Company. A trilha sonora também liderou as tabelas na Áustria, Bélgica (Flandres e Valônia), Escócia  Finlândia e Suíça, e alcançou o top dez na Alemanha, Dinamarca, França, Hungria, Itália, Noruega, Países Baixos e Suécia. Seu desempenho nos mercados europeus resultou ao topo da tabela European Top 100 Albums. De acordo com Carol Clerk, em seu livro Madonnastyle, no total, Evita vendeu 11 milhões de cópias em todo o mundo.

### Tabelas semanais
| Tabela musical (1996–97)                        | Melhor posição |
| ----------------------------------------------- | -------------- |
| Alemanha (GfK Entertainment Charts)             | 2              |
| Austrália (ARIA Charts)                         | 5              |
| Austrália (ARIA Charts) (Edição de dois discos) | 35             |
| Áustria (Ö3 Austria Top 40)                     | 1              |
| Bélgica (Ultratop 40 de Flandres)               | 1              |
| Bélgica (Ultratop 50 de Valônia)                | 1              |
| Canadá (RPM)                                    | 5              |
| Dinamarca (Hitlisten)                           | 1              |
| Escócia (OCC)                                   | 1              |
| Espanha (PROMUSICAE)                            | 16             |
| Estados Unidos (Billboard 200)                  | 2              |
| Estados Unidos (Top Soundtrack Albums)          | 1              |
| Europa (European Top 100 Albums)                | 1              |
| Finlândia (IFPI Finlândia)                      | 1              |
| França (SNEP)                                   | 2              |
| Hungria (MAHASZ)                                | 2              |
| Japão (Oricon)                                  | 21             |
| Noruega (VG-lista)                              | 3              |
| Nova Zelândia (Recorded Music NZ)               | 6              |
| Países Baixos (MegaCharts)                      | 6              |
| Reino Unido (UK Albums Chart)                   | 1              |
| Suécia (Sverigetopplistan)                      | 5              |
| Suíça (Schweizer Hitparade)                     | 1              |

| Tabela musical (1997)               | Posição |
| ----------------------------------- | ------- |
| Alemanha (GfK Entertainment Charts) | 13      |
| Austrália (ARIA Albums Charts)      | 49      |
| Áustria (Ö3 Austria Top 40)         | 4       |
| Estados Unidos (Billboard 200)      | 26      |
| Nova Zelândia (Recorded Music NZ)   | 40      |
| Países Baixos (MegaCharts)          | 27      |
| Reino Unido (UK Albums Chart)       | 23      |
| Suíça (Schweizer Hitparade)         | 12      |

| Região                                                                                             | Certificação | Vendas     |
| -------------------------------------------------------------------------------------------------- | ------------ | ---------- |
| Alemanha (BVMI)                                                                                    | Platina      | 500,000^   |
| Argentina (CAPIF)                                                                                  | Platina      | 60,000^    |
| Austrália (ARIA)                                                                                   | Platina      | 70,000^    |
| Austrália (ARIA) (Edição de dois discos)                                                           | Ouro         | 35,000^    |
| Áustria (IFPI Áustria)                                                                             | 2× Platina   | 100,000*   |
| Bélgica (BEA)                                                                                      | Ouro         | 25,000*    |
| Brasil (Pro-Música Brasil)                                                                         | Ouro         | 100,000*   |
| Espanha (PROMUSICAE)                                                                               | Ouro         | 50,000^    |
| Estados Unidos (RIAA)                                                                              | 5× Platina   | 1,475,000  |
| Hong Kong (IFPI Hong Kong)                                                                         | Platina      | 20,000*    |
| Nova Zelândia (RIANZ)                                                                              | Platina      | 15,000^    |
| Noruega (IFPI Noruega)                                                                             | 2× Platina   | 100,000*   |
| Países Baixos (NVPI)                                                                               | Ouro         | 50,000^    |
| Polônia (ZPAV)                                                                                     | Ouro         | 50,000*    |
| Reino Unido (BPI)                                                                                  | 2× Platina   | 733,000    |
| Suíça (IFPI Suíça)                                                                                 | Platina      | 50,000^    |
| Resumos                                                                                            |              |            |
| Mundo                                                                                              | —            | 11,000,000 |
| ^distribuições baseadas apenas na certificação *números de vendas baseados somente na certificação |              |            |